# Karate ai Giochi mondiali 2022 - Kumite 61 femminile
La gara di kumite -61kg femminile di karate ai Giochi mondiali 2022 si è svolta il 9 luglio 2022 a Birmingham.

## Risultati

### Fase a gironi

#### Gruppo A
| Pos | Atleta               | G | W | D | L | PF | PA | Pts |
| --- | -------------------- | - | - | - | - | -- | -- | --- |
| 1   | Dahab Ali            | 3 | 2 | 1 | 0 | 13 | 3  | 5   |
| 2   | Anita Serogina       | 3 | 2 | 0 | 1 | 11 | 5  | 4   |
| 3   | Lynn Snel            | 3 | 1 | 1 | 1 | 12 | 5  | 3   |
| 4   | Christina Klinepeter | 3 | 0 | 0 | 3 | 2  | 25 | 0   |

#### Gruppo B
| Pos | Atleta               | G | W | L | PF | PA | Pts |
| --- | -------------------- | - | - | - | -- | -- | --- |
| 1   | Ingrida Suchánková   | 3 | 2 | 1 | 12 | 10 | 4   |
| 2   | Alexandra Grande     | 3 | 2 | 1 | 12 | 12 | 4   |
| 3   | Haya Jumaa           | 3 | 2 | 1 | 9  | 6  | 4   |
| 4   | Anna-Johanna Nilsson | 3 | 0 | 3 | 4  | 9  | 0   |

### Fase finale
|  | Semifinali         | Semifinali         | Semifinali     |                |                  | Finale             | Finale             | Finale            |  |
|  |                    |                    |                |                |                  |                    |                    |                   |  |
|  | Dahab Ali          | Dahab Ali          | 3              |                |                  |                    |                    |                   |  |
|  | Dahab Ali          | Dahab Ali          | 3              |                |                  |                    |                    |                   |  |
|  | Alexandra Grande   | Alexandra Grande   | 3              |                |                  |                    |                    |                   |  |
|  | Alexandra Grande   | Alexandra Grande   | 3              |                | Alexandra Grande | Alexandra Grande   | 2                  |                   |  |
|  |                    |                    |                |                | Alexandra Grande | Alexandra Grande   | 2                  |                   |  |
|  |                    |                    | Anita Serogina | Anita Serogina | 3                |                    |                    |                   |  |
|  | Ingrida Suchánková | Ingrida Suchánková | Anita Serogina | Anita Serogina | 3                | 2                  |                    |                   |  |
|  | Ingrida Suchánková | Ingrida Suchánková |                |                |                  | 2                  |                    |                   |  |
|  | Anita Serogina     | Anita Serogina     | 3              |                |                  | Finalina 3º posto  | Finalina 3º posto  | Finalina 3º posto |  |
|  | Anita Serogina     | Anita Serogina     | 3              |                |                  |                    |                    |                   |  |
|  |                    |                    |                |                |                  |                    |                    |                   |  |
|  |                    |                    |                |                |                  | Dahab Ali          | Dahab Ali          | 1                 |  |
|  |                    |                    |                |                |                  | Dahab Ali          | Dahab Ali          | 1                 |  |
|  |                    |                    |                |                |                  | Ingrida Suchánková | Ingrida Suchánková | 3                 |  |